# Centre Bayazet
 (mai 2023).
Le centre Bayazet, nom complet : Centre arménien d'analyse et de recherche « Bayazet » (en arménien : Բայազետ» վելուծական-հետազոտական հայկական կենտրոն) est une ONG indépendante fondée en 2021 à Gavar et constitue le premier groupe de réflexion de la région de Gegharkunik,.
L'organisation mène des recherches sociologiques, des analyses, des entretiens, et traduit, édite et publie des articles informatifs sur des sujets éducatifs, scientifiques, culturels et autres. Les activités du Centre Bayazet favorisent le développement de la sphère de la recherche dans la région de Gegharkunik et la prise de décision réelle aux niveaux local et national par les recherches, les travaux analytiques et les publications informatives.
Le Centre Bayazet engage des bénévoles dans son travail, leur offrant des opportunités exceptionnelles de partager leurs expériences, de se développer, de participer à des travaux de recherche et de s'auto-éduquer. 

## Histoire
Le 29 janvier 2021, l'assemblée constitutive du Centre Bayazet est convoquée à Gavar, dans le centre de la région de Gegharkunik, en présence des fondateurs de l'organisation : le secrétaire général Vahram Hoveyan, les membres du conseil d'administration Marusya Hovhannisyan et Tigran Chandoyan. Le 10 février 2021, le statut de Centre d'analyse et de recherche arménien Bayazet est attribué à l'organisation en tant qu'organisation publique par le Registre national des entités juridiques de la République d'Arménie. Le 1er juillet 2021, lors du Congrès extraordinaire, Hasmik Israelyan est élue troisième membre du Conseil d'administration de l'organisation et Vardan Gareyan premier membre de la Commission de révision.
Au 1er janvier 2023, le Centre Bayazet compte 17 jeunes issus des universités et centres de recherche arméniens.

## Activités

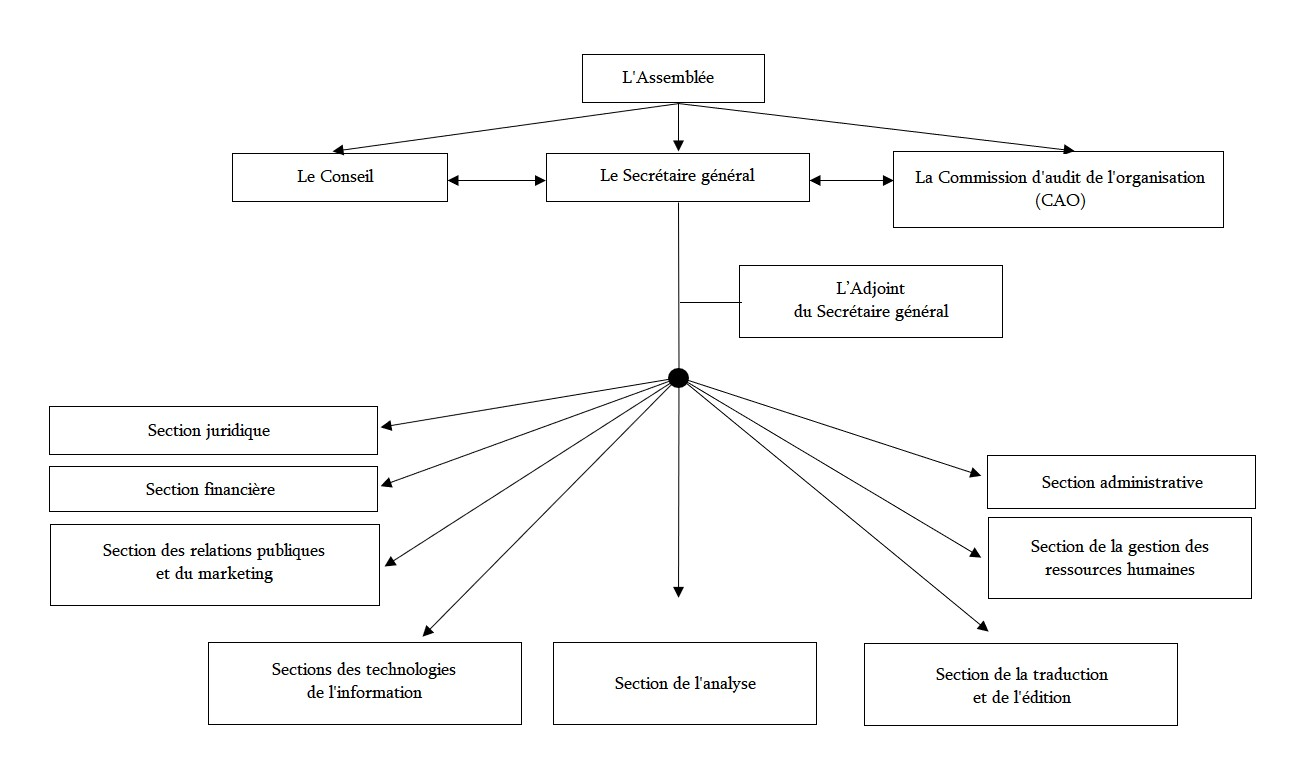
Carte de l'Organigramme du centre Bayazet.

Les priorités du Centre Bayazet peuvent être regroupées en 4 domaines principaux :

### Recherches
Le Centre Bayazet mène des recherches et des analyses à l'intersection des sciences politiques, de l'économie et de la sociologie pour aider à comprendre et à résoudre les principaux problèmes de la société arménienne pour les dirigeants civils, les politiciens et la société arménienne. Les travaux sont évalués et garantis par des instituts de recherche et des spécialistes renommés de l'industrie, puis imprimés et publiés sur le site officiel du Centre. L'organisation offre aux personnes effectuant des travaux de recherche la possibilité de rester dans la région et d'avoir un emploi rémunéré.

### Bibliothèque
La bibliothèque du Centre Bayazet est la plus grande bibliothèque publique non gouvernementale de la région de Gavar, qui fournit les installations nécessaires pour collecter, traiter les livres et les mettre à la disposition des lecteurs par tous les moyens possibles. En septembre 2022, la bibliothèque comptait 6 800 ouvrages et 87 lecteurs actifs. 

### Conscience
Le Centre Bayazet distribue des documents d'information qui préparent la terre fertile pour comprendre comment le monde se change. Il réalise et publie des traductions de l'anglais, du français, de l'allemand et d'autres langues et organise des interviews avec des spécialistes arméniens et étrangers.

### Éducation non conventionnelle
Le Centre Bayazet organise des tables rondes, des conférences et des réunions d'information, car il reconnaît que les systèmes d'éducation formelle ne peuvent à eux seuls répondre aux défis de la société moderne, et accueille donc favorablement tous les renforcements des pratiques d’enseignement informel.

## Adhésion
Tout citoyen arménien, ainsi que les ressortissants étrangers ayant une « formation universitaire », peuvent devenir membres du Centre Bayazet. Une personne souhaitant devenir membre du Centre Bayazet doit soumettre une demande écrite au Secrétaire général en remplissant un formulaire de demande élaboré par l'organisation. Si l'avis du Secrétaire général est positif, le candidat est soumis à une période probatoire d'une durée maximale de 3 mois. À la fin de la période probatoire, le candidat se présente à une réunion du Conseil au cours de laquelle le Statut de membre est accordé ou la demande est rejetée par vote

## Collègues
- Université Vanderbilt
- Université d'État d'Erevan
- Université d'État de Gavar

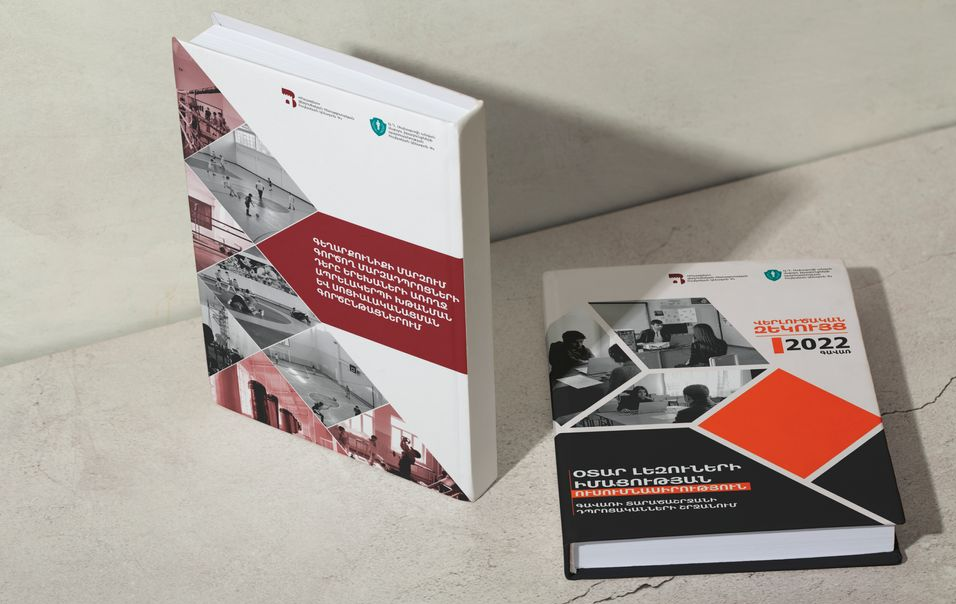
Carte de l'Organigramme du Centre Bayazet.

- Centre arménien pour la protection des droits de l'homme nommé d'après l'ONG A.D. Sakharov
- ONG éducative et culturelle « Geghareg »
- Centre Tumo pour les technologies créatives
- Réseau étudiant « Erasmus » - Erevan
- Municipalité de Gavar
- Fonds commémoratif Jinishian
- Initiative en direct
- Mouvement intellectuel « intelligent »
- Bibliothèque régionale de Gegharkunik nommée d'après Vardges Petrosyan
- Bibliothèque nommée d'après « Hamo Sahyan ».